# Yerry Mina
Yerry Mina (* 23. září 1994 Guachené) je kolumbijský profesionální fotbalista, který hraje na pozici středního obránce za italský klub ACF Fiorentina a za kolumbijský národní tým, za který si zahrál na Mistrovství světa ve fotbale 2018.

## Klubová kariéra

### Deportivo Pasto
Mina hrál za Deportivo Pasto od svých 18 let. Debut odehrál 20. března 2013 proti Atléticu FC v utkání Copa Colombia. První utkání v Categoría Primera A (1. kolumbijské lize) odehrál 15. září 2013 proti Deportivu Cali. Jediný gól v dresu Deportiva střelil 18. října Atléticu Huila.

### Independiente Santa Fe
V prosinci 2013 Mina přestoupil do jednoho z nejlepších kolumbijských klubů, do Santa Fe. Debutoval 25. ledna 2014 proti Rionegro FC. V odvetě kolumbijského superpoháru vstřelil Mina gól a pomohl Santa Fe k vítězství nad Atléticem Nacional.

### Palmeiras
Dne 1. května 2016 podepsal Mina pětiletý kontrakt s brazilským Sociedade Esportiva Palmeiras. Debutoval 4. července 2016 proti Sport Club do Recife a první gól za Verdão dal v dalším kole Santosu. V tom utkání byl ale střídán ještě před koncem prvního poločasu kvůli zranění. Zranění znemožnilo Minovi startovat na Letních olympijských hrách. Mina mohl hrát až na konci srpna a v září skóroval proti rivalům ze São Paulo FC a Corinthians. Sezonu dokončil se 4 góly a pomohl Palmeiras k ukončení dvaadvacetiletého čekání na vítězství v lize.

### FC Barcelona
V lednu 2018 si ho vyhlédla Barcelona a Mina se stal prvním Kolumbijcem v historii týmu. Přestup stál 11,8 milionů euro a jeho výstupní klauzule je 100 milionů euro. Mina debutoval v semifinále Copa del Rey proti Valencii, když v 83. minutě střídal Gerarda Piquého. Ve španělské lize debutoval 11. února proti Getafe. V lize si připsal celkem 5 startů, ve kterých si připsal 1 asistenci proti Villarealu.

### Everton FC
Mina v srpnu 2018 přestoupil do anglického Evertonu. Poprvé hrál 3. listopadu proti Brightonu. První gól vstřelil 26. prosince Burnley.

## Reprezentační kariéra
V roce 2016 byl Mina nominován na Copa América 2016, na kterém si připsal 1 start. Mina odehrál 5 zápasů v kvalifikaci na MS 2018 a v květnu 2018 byl jmenován do třiadvacetičlenné nominace na hlavní turnaj. První zápas byl Mina na lavičce mezi náhradníky. V dalším zápase proti Polsku nastoupil a ve 40. minutě otevřel skóre utkání hlavičkou po rohovém kopu. Stejným způsobem dal gól i v závěrečném kole skupin proti Senegal, i v osmifinálovém utkání s Anglií. Díky jeho gólu ve 3. minutě nastavení se zápas dostal do prodloužení. Kolumbie nakonec vypadla až na penalty. Mina se s třemi góly stal nejlepším střelcem Kolumbie na šampionátu. Třemi góly vyrovnal rekord Paula Breitnera a Andrease Brehmeho v počtu gólů vstřelených obráncem na jednom MS.
| Gól | Datum        | Soutěž (kolo)          | Zápas              | Skóre (minuta) | Výsledek     |
| --- | ------------ | ---------------------- | ------------------ | -------------- | ------------ |
| 1   | 11. 10. 2016 | Kvalifikace na MS 2018 | Kolumbie – Uruguay | 2:20(84.)      | 2:2          |
| 2   | 13. 6. 2016  | Přátelské utkání       | Kamerun – Kolumbie | 0:20(30.)      | 0:4          |
| 3   | 13. 6. 2016  | Přátelské utkání       | Kamerun – Kolumbie | 0:30(52.)      | 0:4          |
| 4   | 24. 6. 2018  | MS 2018 (2. kolo ZS)   | Kolumbie – Polsko  | 1:00(40.)      | 3:0          |
| 5   | 28. 6. 2018  | MS 2018 (3. kolo ZS)   | Kolumbie – Senegal | 1:00(74.)      | 1:0          |
| 6   | 3. 7. 2018   | MS 2018 (Osmifinále)   | Kolumbie – Anglie  | 1:10(90.+3.)   | 1:1, pen 3:4 |